# Oradour-Fanais
Oradour-Fanais – miejscowość i gmina we Francji, w regionie Nowa Akwitania, w departamencie Charente.
Według danych na rok 1990 gminę zamieszkiwało 340 osób, a gęstość zaludnienia wynosiła 13 osób/km² (wśród 1467 gmin regionu Poitou-Charentes Oradour-Fanais plasuje się na 679. miejscu pod względem liczby ludności, natomiast pod względem powierzchni na miejscu 232.).